# Anadyomenaceae
Anadyomenaceae, porodica zelenih algi s tridesetak vrsta. Dijeli se na dva roda, Anadyomene i Microdictyon.